# 阿佐谷

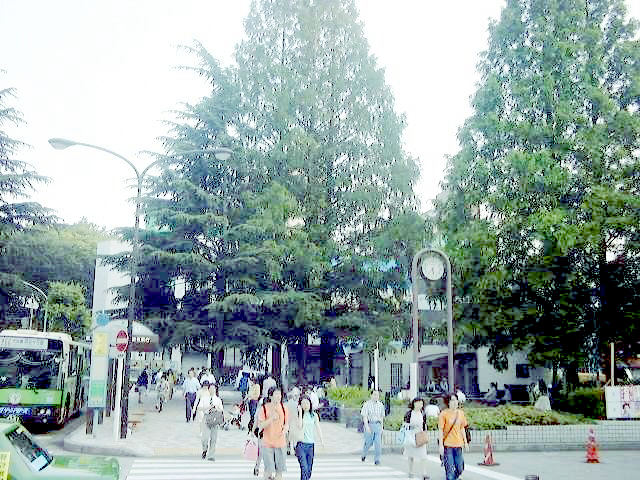
JR中央線阿佐ケ谷駅南口前。撮影場所は現在改修されたためこのような風景は見られない。

阿佐谷（あさがや）は、東京都杉並区の地名である。または、阿佐ヶ谷・阿佐ケ谷とも表記する。現行行政地名としては阿佐谷北（あさがやきた）一丁目から六丁目、および阿佐谷南（あさがやみなみ）一丁目から三丁目が存在する（いずれも住居表示実施済み区域）。

## 地理
中心部の阿佐ケ谷駅を境に阿佐谷北・阿佐谷南の2町域に区分され、江戸時代の阿佐ヶ谷村に馬橋村の西側を合わせた範囲にほぼ一致する。街のシンボルとなっているケヤキ並木（中杉通り）が南北に通る。北部は阿佐谷北一丁目から六丁目で日大二高通りと早稲田通りが北限になっている。南側は阿佐谷南一丁目から三丁目で杉並区役所があり、青梅街道が南限で街道沿いには南阿佐ケ谷駅がある。
関東大震災のあった大正時代辺りから山の手の郊外住宅地として人口が増加し、現在では駅周辺以外は住宅が密集している。世尊院、阿佐ヶ谷神明宮（旧：天祖神社）、日本基督教団阿佐ヶ谷教会など趣のある場所が多く、また古書店も多い。
毎年8月には駅南口の大型商店街「阿佐谷パールセンター」において阿佐谷七夕まつりが開催される。同時期に北口の商店街「阿佐谷商和会」をはじめ各商店街でもイベントを行っている。また阿佐谷にはジャズ喫茶やライブハウスなどが多くあることから、毎年10月に阿佐ケ谷駅を中心としてジャズミュージシャンが街中で演奏する「阿佐谷ジャズストリート」が開催されている。

## 歴史
阿佐谷の地名は伝統的には「阿佐ヶ谷」と表記され、この表記は駅名等に現在も使用されているが、行政地名の表記は1965年の住居表示実施に際し「阿佐谷」に統一されている。
地名の由来は桃園川の浅い谷地であったことに由来するとされ、中世には阿佐ヶ谷氏と呼ばれる一族が支配した阿佐ヶ谷村であった。1889年に甲武鉄道（現在のJR中央線）が敷設され、1922年に阿佐ケ谷駅が設置される。また、1921年には西武軌道により新宿から荻窪までの青梅街道上に路面電車が敷かれ（後の都電杉並線）、阿佐谷にも停留所が設けられる。同線は現在の丸ノ内線に機能をゆずり、1963年に廃止されている。

### 阿佐ケ谷文士村

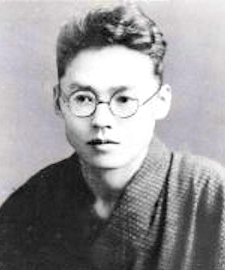
井伏鱒二

阿佐ヶ谷文士村の歴史は、阿佐ヶ谷地域に中央線の鉄道駅（阿佐ケ谷駅）が1922年に開設され徐々に住宅地としてその姿を見せ始めたころから始まった。翌年に起こった関東大震災は東京市内を壊滅させ、家を求めて中央線沿線に多くの人が流れ込むようになった。その流れに乗り、昭和にかけて都心や下町から与謝野晶子、太宰治、青柳瑞穂、伊馬春部、三好達治、火野葦平、徳川夢声など文人文士達も当地界隈に住むようになったのが発端と言われ、阿佐ヶ谷文士村とされた。その代名詞的存在なのが井伏鱒二らが中心となって開かれていた文士達の会合「阿佐ヶ谷会」で、当初は将棋会、戦後は飲み会として多くの文士達が交流を深めた。この交流は1970年代まで続いた。
そのほか、阿佐ヶ谷界隈に住んでいたことが確認されている人物に、横光利一、川端康成、安成二郎、額田六福、小森三好、上林暁、桜井浜江、森本忠、永松定、岸田国士、浜野修、川崎春彦などがいる。

### 大相撲・阿佐ケ谷勢

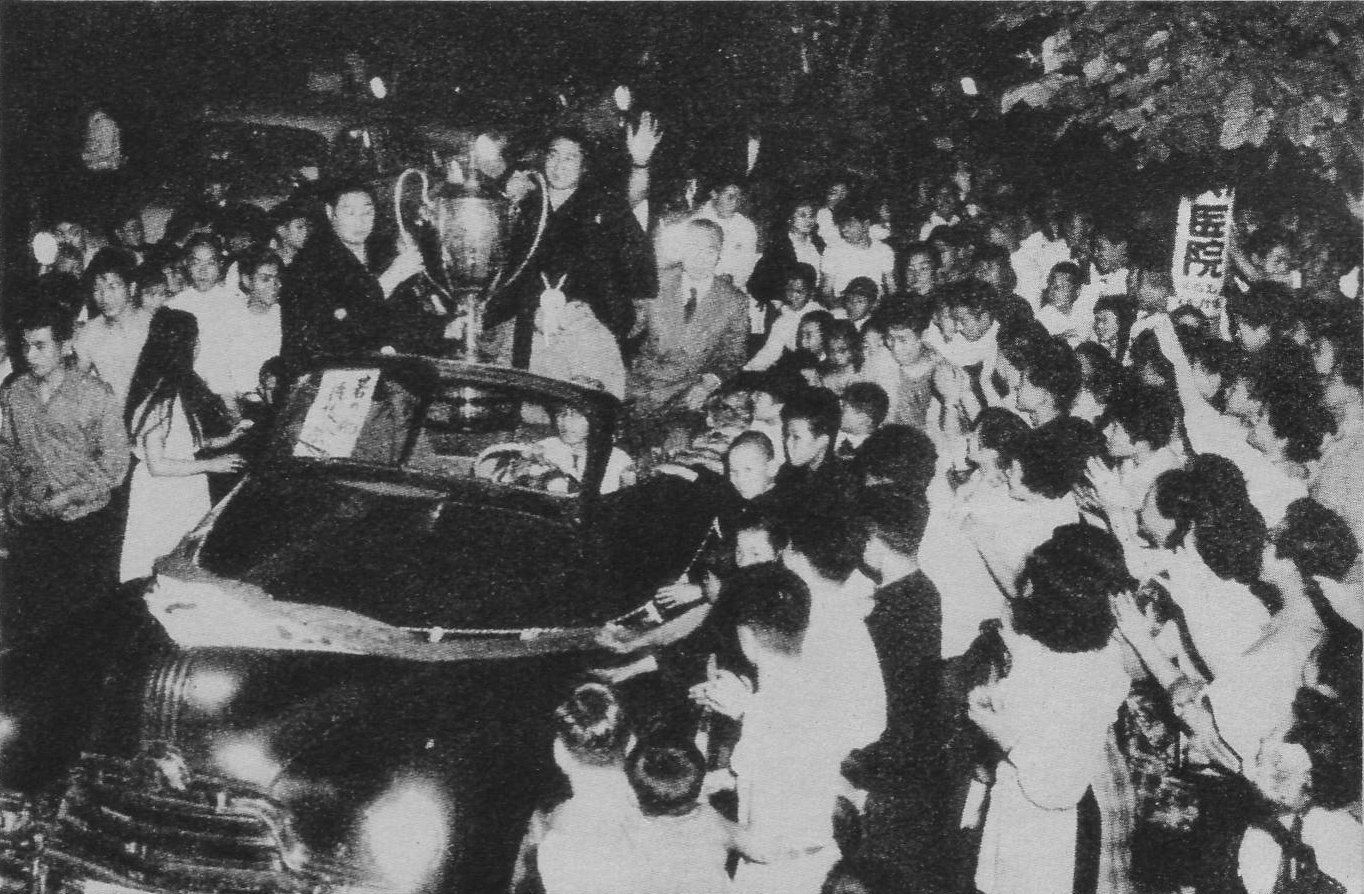
1956年5月場所、大関若乃花初優勝時の優勝パレード

1945年3月10日の東京大空襲から1950年まで、大相撲の二所ノ関部屋が真盛寺に間借りしていた縁で、1952年に8代芝田山（元幕内・大ノ海）が二所ノ関部屋から独立して、阿佐ヶ谷の日本大学相撲部練習所の隣接地に芝田山部屋を創設した。のちに花籠部屋へ名称変更する。
1955年9月場所に大関に昇進した一番弟子の初代若乃花が、1956年5月場所に初めて阿佐ヶ谷に優勝をもたらす。両国を離れて山の手に優勝旗が運ばれたのは初めてのことで、青梅街道には数十万人が祝賀に集まったことで都電はストップ、 若乃花を乗せたオープンカーは、新宿西口から阿佐ヶ谷の花籠部屋まで3時間かかるほどの大騒ぎとなる現象を起こす。若乃花は1958年1月場所後に第45代横綱に昇進、7人の幕内力士「花籠七若」を擁して花籠部屋繁栄の礎を築く。後に花籠部屋から分家独立した二子山部屋、放駒部屋も阿佐ヶ谷に部屋を置いた。
1970年代、輪島、初代貴ノ花、魁傑の阿佐ヶ谷トリオが活躍して人気を得る。横綱（45代・初代若乃花、54代・輪島、56代・2代若乃花、59代・隆の里、62代・大乃国）、大関（初代貴ノ花、魁傑、若嶋津）をはじめ多くの関取を輩出した花籠部屋、二子山部屋、放駒部屋の全盛時代は阿佐ヶ谷勢と呼ばれ、阿佐ヶ谷は「東の両国、西の阿佐ヶ谷」と言われた大相撲の拠点だった。
二子山部屋は、初代若乃花停年後に初代貴ノ花が分家独立していた藤島部屋と1993年に合流して中野新橋へ移転、輪島の花籠部屋を吸収した放駒部屋は2013年の魁傑停年後に大乃国が独立した芝田山部屋へ合流したことで、2013年に阿佐ヶ谷から相撲部屋は消滅した。この系統は二所ノ関一門阿佐ヶ谷系と呼ばれており、二子山（初代若乃花）と放駒（魁傑）は日本相撲協会理事長を務めた。

## 施設・行事

### 施設
- 阿佐ヶ谷神明宮
- 世尊院
- 馬橋稲荷神社
- ビーンズ阿佐ヶ谷
- 阿佐谷パールセンター
- 阿佐谷すずらん通り
- スターロード
- 河北総合病院
- 杉並区役所
- 杉並消防署
- 杉並区立産業商工会館
- 阿佐谷図書館

### 行事
- 阿佐谷七夕まつり
- 神明宮例大祭（神輿巡行）
- 阿佐谷ジャズストリート

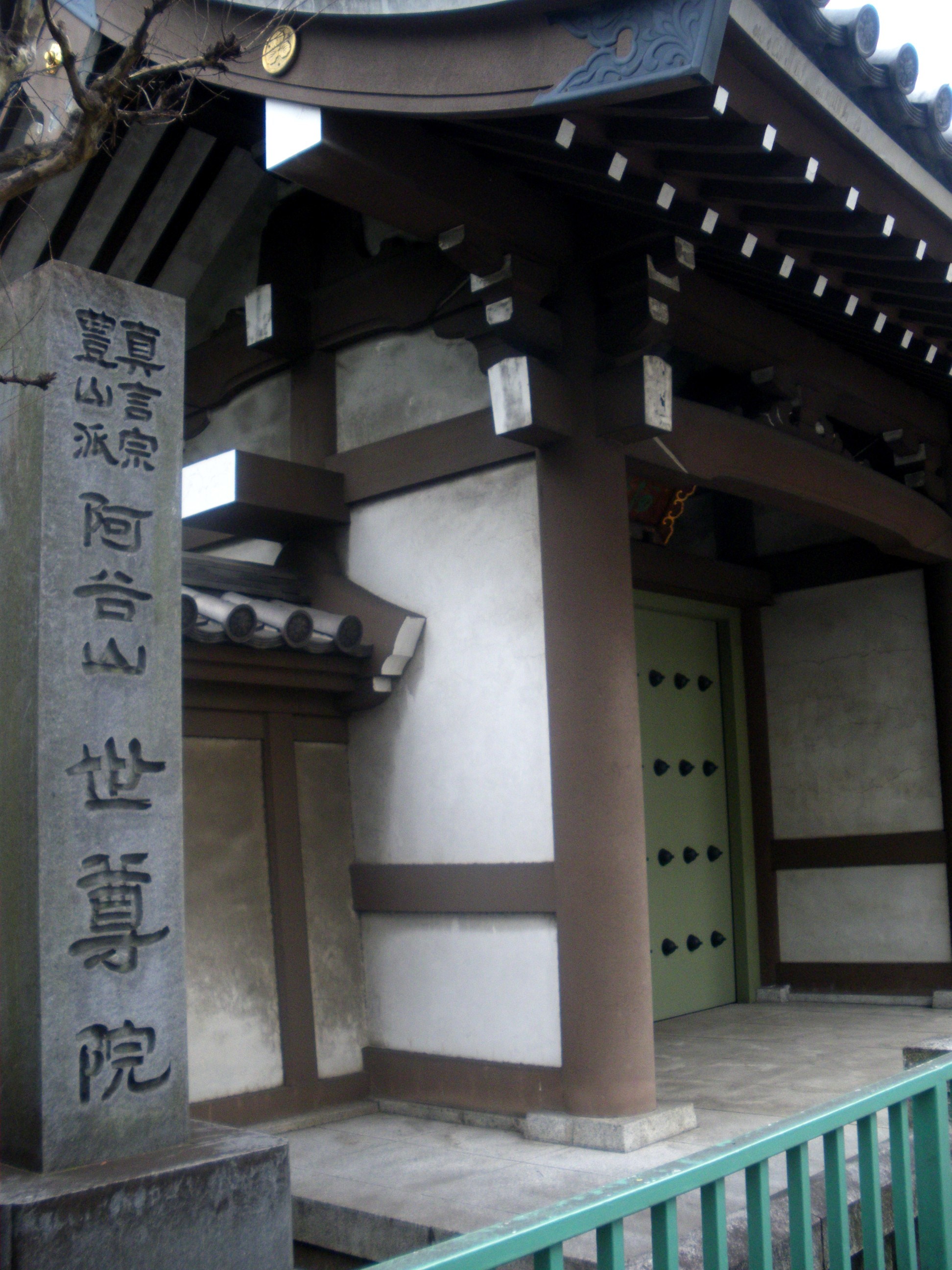
世尊院
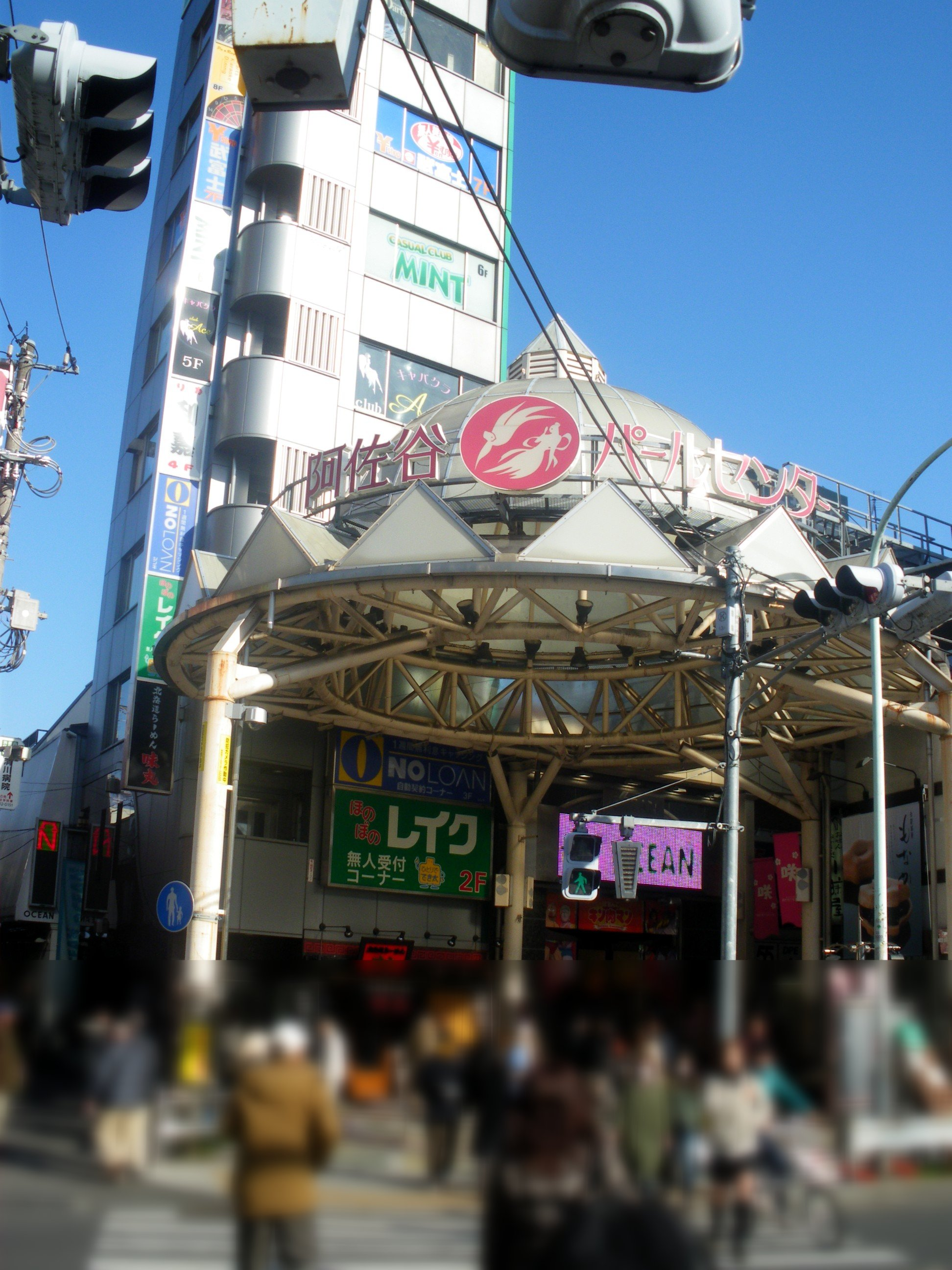
阿佐谷パールセンター
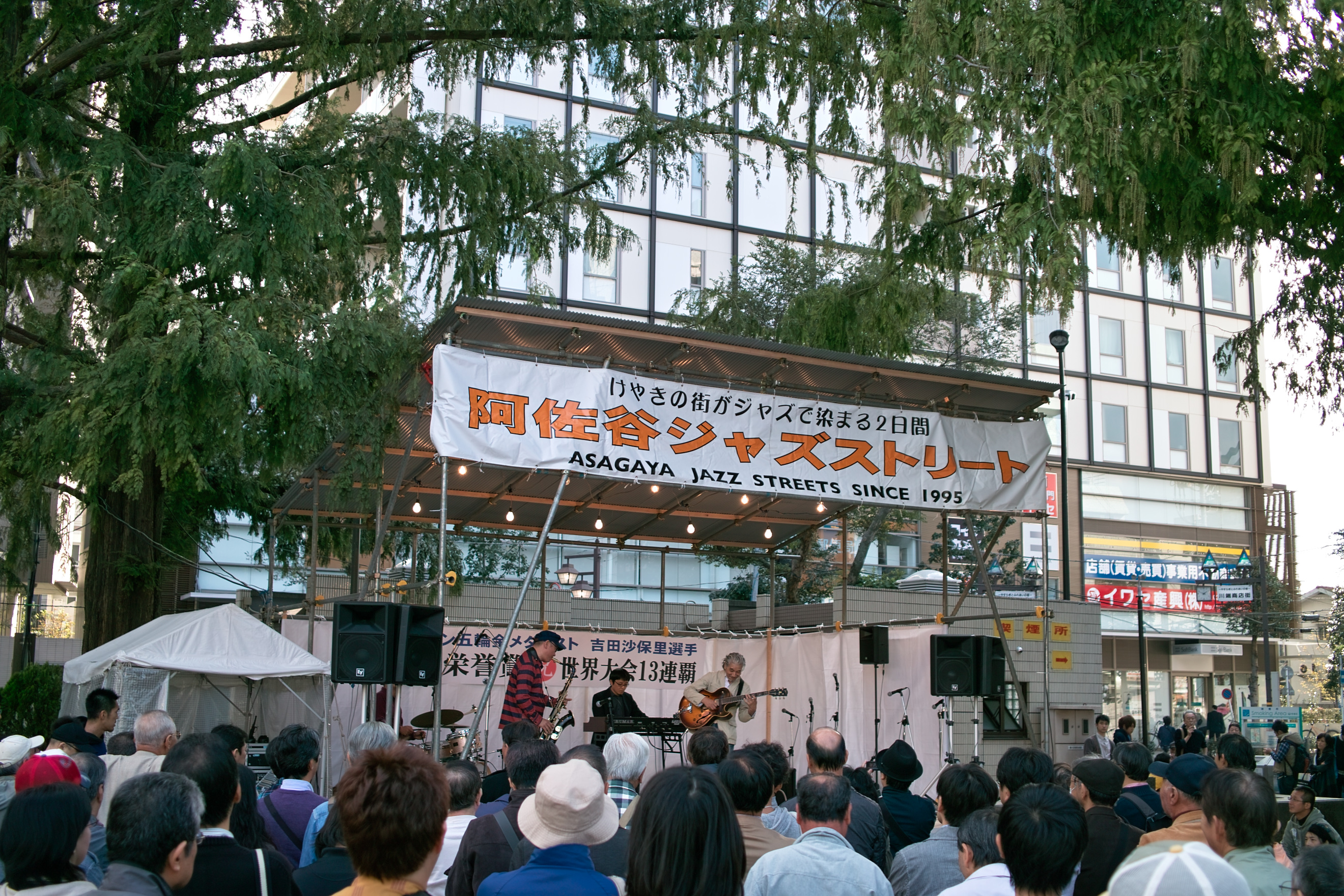
阿佐谷ジャズストリート

## 学校
- 杉並区立杉並第一小学校
- 杉並区立杉並第六小学校
- 杉並区立杉並第七小学校
- 杉並区立阿佐ヶ谷中学校
- 杉並区立杉森中学校
- 私立杉並学院高等学校

## 交通
鉄道
- 東日本旅客鉄道（JR東日本）

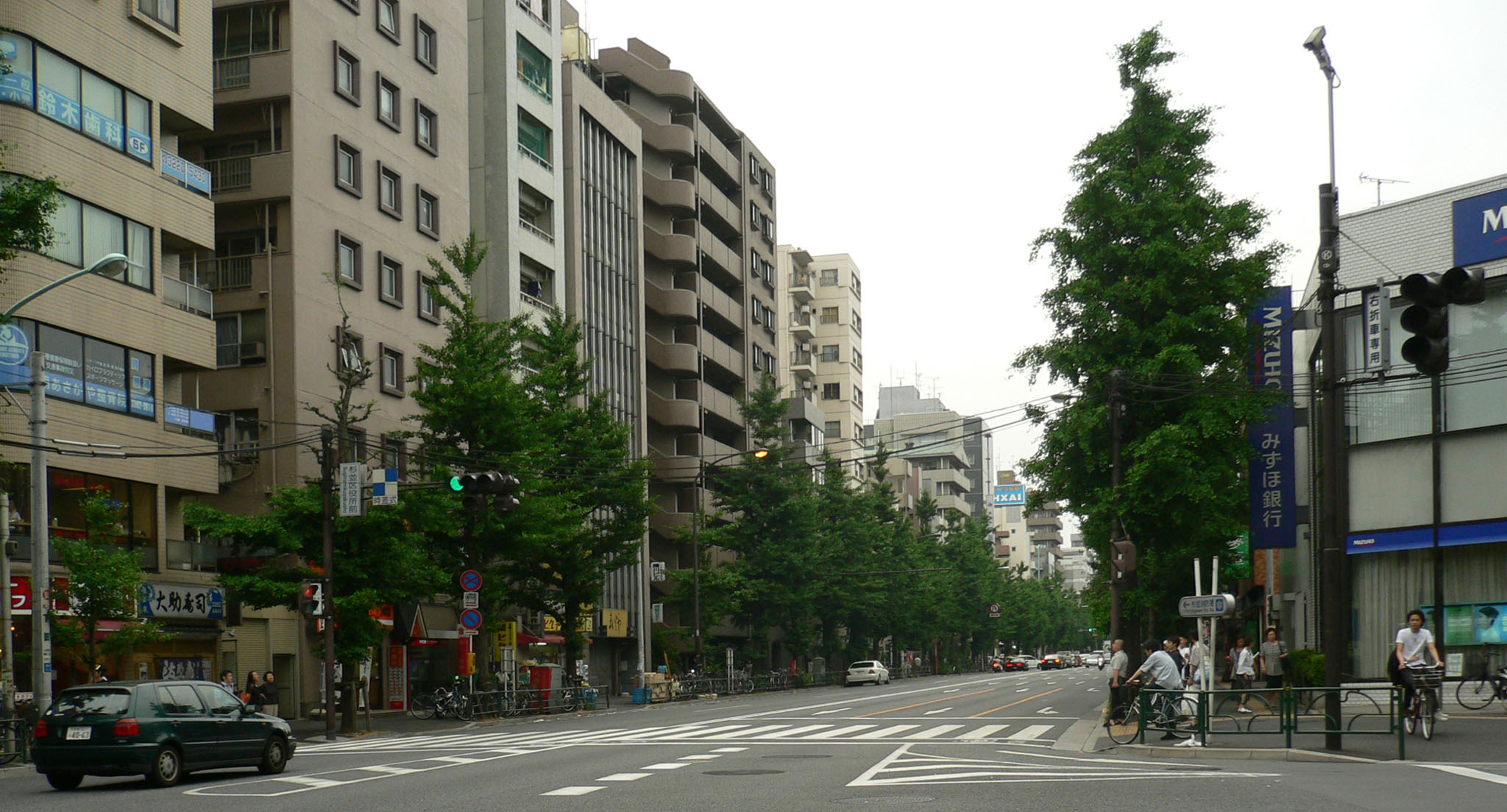
南阿佐ケ谷駅上の青梅街道

  - 中央線（阿佐ケ谷駅） - 快速は平日のみ停車し、土曜・休日は各駅停車のみ停車する。

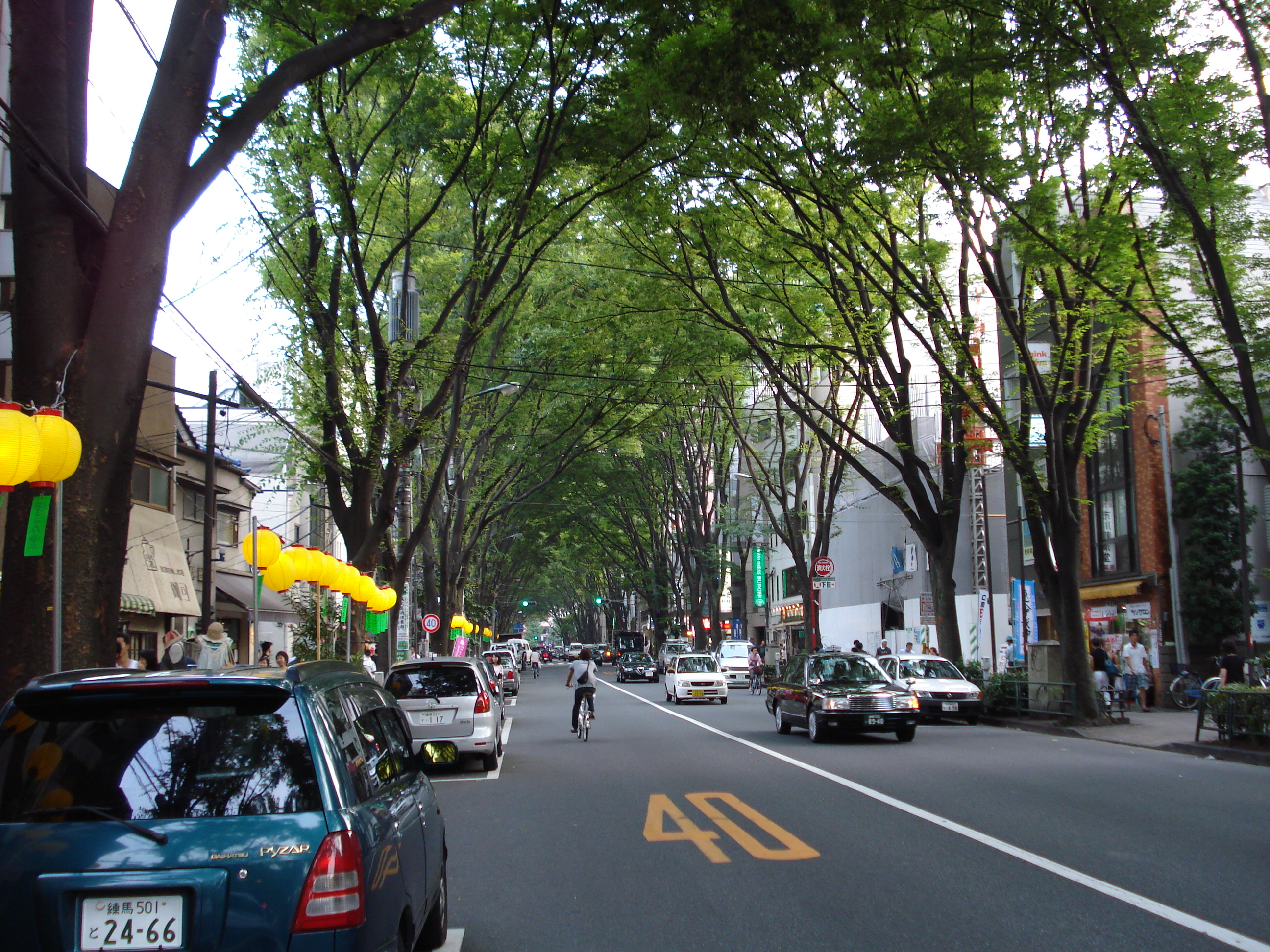
中杉通りのケヤキ並木

- 東京地下鉄（東京メトロ）
  - 丸ノ内線（南阿佐ケ谷駅）

道路
- 中杉通り
- 松山通り
- 青梅街道
- 早稲田通り
- 日大二高通り

路線バス
- 西武バス
- 関東バス
- 京王バス
- 都営バス
- すぎ丸

## 阿佐ヶ谷を舞台にした作品
- テレビ
  - 『ママはアイドル』
  - 『青春オーロラ・スピン スワンの涙』
  - 『ひとつ屋根の下』
  - 『ひとつ屋根の下2』
  - 『はぐれ刑事純情派ファイナル』（2005年、テレビ朝日）第4話
  - 『危険なアネキ』第8話
  - 『セクシーボイスアンドロボ』
  - 『匿名探偵』
  - 『働きマン』 - ドラマ版で主役の松方弘子の住まいが阿佐ヶ谷
  - 『正直不動産』『正直不動産2』- 登坂不動産社屋の屋上の場面は、JR阿佐ケ谷駅近くのマンションの屋上
- 映画
  - 『リング』
  - 『リング2』
  - 『デスノート』
  - 『黄色い涙』
  - 『セシウムと少女』
- 漫画
  - 『美代子阿佐ヶ谷気分』安部慎一
  - 『阿佐ヶ谷Zippy』
  - 『おさなづま』森高夕次原作、あきやまひでき画
  - 『ぱすてる』 - ヒロインがこの街出身
  - 『独身アパートどくだみ荘』 - 主人公がこの街に住んでいる
  - 『ひらやすみ[9]』 - 主人公がこの街に住んでいる
- 小説
  - 『厄介な連中シリーズ』柏枝真郷 - 主要登場人物・遠野遼一郎の生家が阿佐谷南にある
- アニメーション
  - 『アクエリオンロゴス』 - （劇中では「阿佐ヶ谷」表記）阿佐ヶ谷アニメストリート内にあるカフェスタイルのイベントショップ「SHIROBACO」が主な舞台。街並みも劇中頻繁に登場する。
  - 『NEW GAME!』 - 主な舞台となるゲーム会社・イーグルジャンプの所在地。阿佐谷パールセンターなどの街並みが登場する。
- 楽曲
  - 『ゆうやけ（香田晋）』- 歌詞のフレーズに「阿佐ヶ谷」が登場する。
- PV
  - 『私以外私じゃないの』ゲスの極み乙女。- 阿佐ケ谷駅周辺や、阿佐ヶ谷神明宮の能楽殿がPVロケ地となっている。

## 出身・ゆかりのある人物
- 春日俊彰（お笑いタレント）
- 阿佐ヶ谷姉妹（お笑いタレント）
- 倉敷福太郎（学習院名誉教授） - 住所が阿佐ヶ谷[10][11]。